# Puolanka
Puolanka est une municipalité du nord-est de la Finlande, dans la région du Kainuu. La commune est née en 1867 d'une scission avec l'actuelle Hyrynsalmi.

## Géographie
Puolanka est une de ces gigantesques communes du nord et de l'est de la Finlande. Elle est exactement de la superficie du Luxembourg. Elle est très typique du Kainuu, couverte de collines boisées et de petits lacs, devenant plus marécageuse au nord-ouest.
La municipalité est bordée par les régions et communes suivantes :
- Région d'Ostrobotnie du Nord, municipalités d'Utajärvi à l'ouest et Pudasjärvi au nord.
- Du côté du Kainuu, Suomussalmi au nord-est, Hyrynsalmi à l'est, Ristijärvi au sud-est, Paltamo au sud et Vaala au sud-ouest.

## Démographie
Depuis 1980, la démographie de Puolanka a évolué comme suit, :
| Année      | 1980  | 1985  | 1990  | 1995  | 2000  | 2005  |
| ---------- | ----- | ----- | ----- | ----- | ----- | ----- |
| population | 5 327 | 5 049 | 4 620 | 4 286 | 3 846 | 3 408 |

| Année      | 2010  | 2015  | 2020  |
| ---------- | ----- | ----- | ----- |
| population | 3 063 | 2 776 | 2 529 |

## Transports
La route principale 78 vennant de Paltamo traverse Puolanka et continue jusqu'à Pudasjärvi.
La route régionale 800 venant de Vaala continue à travers Puolanka jusqu'à Taivalkoski.
La route 8950 croise la route nationale 5 à Suomussalmi, traverse Pesiökylä et Joukokylä, croise la route régionale 800 à Joukokylä et se termine à l'intersection avec la route principale 78.
La route régionale 837 part du centre d'Utajärvi, puis traverse les villages de Sanginkylän, Juorkunta et les villages de Särkijärvi avant d'atteindre le centre de Puolanka où elle croise la Seututie 800 et la Kantatie 78.
La Seututie 888 part de la route principale 76 au centre de Sotkamo et se dirige vers le village de Kantola, où elle rejoint la route principale 78.
La route régionale 891 part de son croisement avec la route nationale 5 à Hyrynsalmi et traverse Haapola, Väisälä, Kytömäki et Rasinkylä jusqu'au quartier Leipivaaraa de Puolanka où elle rejoint la Kantatie 78.

## Lieux et monuments
On y trouve entre-autres :
- Hepoköngas (fi)[5]
- L'église du diable[6],
- Paljakka
- Le parc naturel de Paljakka (fi)
- Le presbytère de Kiiskilä (fi)[7],
- La source de la rivière Kiiminkijoki,
- L'église de Puolanka (fi),
- Le musée Puolanka-Pirtti (fi),
- Le barycentre géographique de la Finlande continentale[8].